# La città che non dorme (film)
La città che non dorme (City That Never Sleeps) è un film del 1953 diretto da John H. Auer.

## Trama
Johnny Kelly Jr. è un agente di polizia solo perché suo padre, di nome sempre Johnny Kelly (Sr.), soprannominato "Pop" - in servizio da quasi trent'anni presso le forze dell'ordine di Chicago - ha pianificato la vita del figlio in modo che l'intera famiglia Kelly fosse una stirpe di onorati poliziotti ligi al dovere. Ma Johnny Jr., in realtà, detesta il suo lavoro, e si appresta – dopo aver scritto una lettera di dimissioni indirizzata al suo superiore – ad affrontare quella che sarà la sua ultima notte in servizio.
Sennonché proprio in quella notte – in virtù di un equivoco dovuto alla loro omonimia – Pop rimane ucciso, vittima del malavitoso Hayes Stewart. Johnny Jr., profondamente scosso dalla perdita del padre, si dà da fare fino a che non riesce a stanare Stewart, che in un conflitto con lui muore per un incidente. Allora, alle prime luci dell'alba, Johnny Jr. ritira le proprie dimissioni e – con nuova motivazione e rinnovata convinzione - si accinge a continuare a prestare servizio presso il corpo di polizia, riuscendo nel frattempo ad appianare altre criticità, sul piano sentimentale e sociale, che avevano affetto la sua vita prima di quella memorabile notte.

## Produzione
Le riprese del film, prodotto dalla Republic Pictures, durarono dall'8 dicembre 1952 a inizio gennaio 1953.
Parte del film, secondo le riviste Hollywood Reporter e Variety, venne girato a Chicago.

## Distribuzione
Il copyright del film, richiesto dalla Republic Pictures Corp., fu registrato il 1º maggio 1953 con il numero LP2706. Il film fu distribuito nelle sale cinematografiche USA il 12 giugno 1953. Nello stesso anno, uscì anche in Francia (14 agosto, come Traqué dans Chicago), Australia (20 ottobre) e Irlanda (11 dicembre). Nel 1954, uscì in Svezia (14 gennaio, come Nattens hökar), Giappone (19 gennaio), Portogallo (26 marzo, come A Cidade que Nunca Dorme), Spagna (28 giugno a Madrid, come La ciudad que nunca duerme), Danimarca  (9 agosto, come Politiet jager en morder), Paesi Bassi (10 dicembre, come Gevaren ener Wereldstad), Finlandia (18 aprile, come Yön haukat)